# 유리 니키틴 (체조 선수)
유리 빅토로비치 니키틴(우크라이나어: Ю́рій Ві́кторович Нікі́тін, 1978년 7월 15일~)은 우크라이나의 전직 체조 선수로 주 종목은 트램펄린이다. 2004년 하계 올림픽에서 개인전 금메달을 획득했으며 세계 선수권 대회에서 동메달 4개를 획득했다.